# 集中营
集中營是一種用作未經正常法律程序，非法關押大量人口的基礎設施，被拘留者大多是政治異議分子、戰爭時期的敵國公民及戰俘，在有些情況下，被拘留者是屬於特定種族、或特定宗教團體的成員。

## 定義

### 與監獄的區別
它與監獄最大的區別在於被拘留者未經正常法律判決，集中營中關押的人由於具有「某種特定的身份」，往往不經過審判即遭拘留，而且沒有確定的拘留期限。有些被關押者雖有法律判決，而且可能有確定的關押期限，但這些判決大多是不經司法程序的個別討論便直接全數執行「監禁判決」，這些被關押者也往往不被關在監獄而是關在集中營中。此外，不同於監獄是爲了懲罰犯罪而將相關人員關押於牢房中限制自由，集中營是非法限制相關人員於特定區域。

### 與聚集區的區別
集中營不等同於聚集區，聚集區是指都市中特定族羣聚居的區域，一開始被用在威尼斯來描述一個猶太人聚居的地區，另外又可以指二戰期間在納粹德國掌控區域內的猶太區。有些情況下難民營會被視作集中營的一種，但實際上它們更像是一種聚集區。在二戰期間盟軍建立了難民營收容軸心國人員。

### 與滅絕營的區別
集中營有別於滅絕營，滅絕營指用來作工業式人口滅絕的設施。如海烏姆諾滅絕營，被帶到滅絕營的人大多不會生存超過二十四小時。
二戰時期的1942年9月，納粹黨衛隊醫生目睹了整個滅絕營毒氣毒殺過程，並在其日記中寫道：“他們不會無端稱奧斯威辛為滅絕營（das Lager der Vernichtung）！”阿道夫·艾希曼的一名代理人迪特·威斯里舍尼（Dieter Wisliceny），於紐倫堡審判受審時，被問及滅絕營的名稱；他的答覆提及奧斯威辛和馬伊達內克等。當被問到：「那你對毛特豪森、達豪和布痕瓦爾德集中營又如何分類？」他答覆：「於艾希曼部門的角度來看，它們是一般的集中營。」
然而納粹德國集中營的艱苦條件使得死亡率偏高，但還是應將兩者加以區分，因為集中營並不是為了工業式屠殺而設計的。

## 歷史
在英語世界，集中營一詞源自西班牙語的「Reconcentrados」（再集中）一詞，該詞最早由19世紀末駐守古巴的一位西班牙司令官瓦萊里亞諾·魏勒爾發明（為十年戰爭中支持叛亂分子的古巴農民而設）。

### 早期的集中營或類似物
1838年，美國總統範布倫簽署法令，將切洛基人集中關押，以便將他們集體遷至西部地區。1868年至1878年的西班牙十年戰爭、1899年的美菲戰爭都出現過集中營。
布爾戰爭時期，爲了消滅南非阿非利卡人的遊擊活動，英軍統帥基欽納在南非設立了31所集中營，將散居在鄉間的阿非利卡平民集中押至這些集中營內關押。此前由於英軍採取焚燬敵人軍屬家園的報復措施，爲了收容住宅被焚燬的敵國軍人家屬，在開普殖民地、德蘭士瓦、奧蘭治自由邦和納塔爾省的鐵路沿線建立了50多座難民營。基欽納將其改爲關押阿非利卡平民的場所，先後關押了13.6萬名德蘭士瓦和奧蘭治自由邦平民。集中營周圍設有鐵絲網，試圖逃跑者一律射殺。集中營內人口密度極高，缺乏醫療設施，生存條件惡劣，死亡率一度高達40%，引起了英國和其他國家的抨擊。整個布爾戰爭期間，約有28,000名阿非利卡人平民死在集中營中。
德意志帝國有1904年的納米比亞沙克島集中營。
俄羅斯帝國政府在北極和西伯利亞地區設立了流放地（卡託加）制度，將政治犯押送到這些地區集中居住。在其中一些流放地裏，使用政治犯進行強制勞動，比如東西伯利亞的科雷馬金礦。
1917年十月革命後，蘇維埃政權設立了集中營。蘇聯稱這些集中營爲лагерь，即“營地”。亞歷山大·索爾仁尼琴的小說《古拉格羣島》出版後，這些集中營被西方稱作“古拉格”（ГУЛАГ）。在其高峯時期，這些集中營裏囚禁有2,750,000名囚犯。蘇聯使用這些囚犯進行開挖運河、修建城市、開採礦山等強制性勞動。集中營的犯人包括政治犯、富農、宗教人士、烏克蘭等民族的民族主義者，以及蘇聯侵佔波羅的海三國和波蘭後逮捕並流放的當地平民。根據正式登記的死亡記錄，從1934年到1952年，約有1,050,000名犯人死在集中營中，另有約800,000人被處決。非官方的統計認爲，從1917年到1957年，有4,000萬名蘇聯人死於集中營、強制流放、饑荒和大清洗。
中華民國政府從20世紀20年代初至80年代末設立了集中營關押對其不滿的人士、共產主義者等，例如皖南事變後於關押新四軍人員的上饒集中營。
納粹德國在1934年成立的達豪集中營是最早建立的納粹集中營，開始時集中營只用來關押犯了法的罪犯、同性戀者與政治犯，與監獄唯一的區別是集中營關押的犯人密度較大，而且設有刑場。許多納粹集中營的入口處都有「勞動帶來自由」標誌（對犯人保護性看管）。
1936年意大利吞併埃塞俄比亞後，建立集中營，用於關押逮捕的埃塞俄比亞知識分子和其他平民。

### 二戰時期

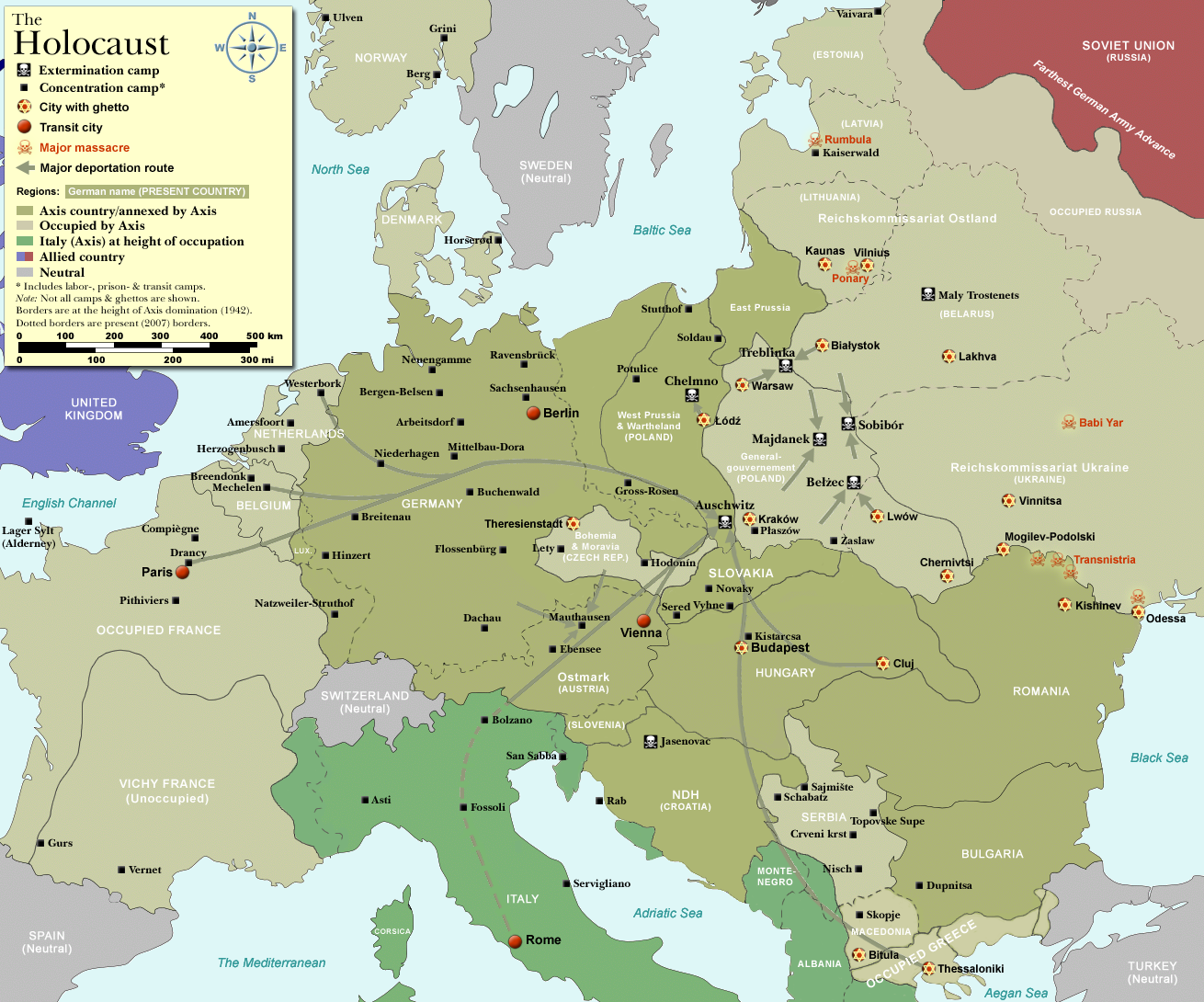
將人口由集中營遣送納粹佔領下波蘭及白俄境內的滅絕營的各條主要路線（各集中營以黑色方塊標示，而各滅絕營則以髑髏標示）

在1939年以後，納粹德國黨衛隊的骷髏總隊和蓋世太保在德國6個原有的集中營外增設了15個集中營，其中以規模最大和最有名的是位於波蘭總督區的奧斯維辛集中營羣，它由十幾個大小不等的集中營組成。
納粹集中營的被拘留者包括猶太人、蘇聯戰俘、共產黨和社會黨黨員、吉普賽人、耶和華見證人的信徒、男同性戀者、女同性戀者、女性主義者、節育女性、從娼女性、歐洲各國地下抵抗運動成員、保皇派、共濟會成員、波蘭人、索布人，以及敵國國民（包括英國、法國、美國等國）。這些人被用火車從歐洲各佔領區運往集中營，實施“保護性拘留”。隨着盟軍的推進，各集中營開始陸續關閉。到了1945年5月上旬僅有奧地利與捷克地區的部分集中營尚未解放。意大利王國在該時期在國內設立了23所集中營，在意大利佔領下的蒙特內哥羅，則有一所位於馬穆拉島的集中營，用於關押反抗者及平民。意大利的保護國克羅地亞獨立國亦開設大量集中營，1941年8月意大利軍隊以烏斯塔沙政權在意大利勢力範圍開設的集中營加劇南斯拉夫抵抗運動為由，關閉了部份集中營及滅絕營，因此大部份克羅地亞集中營開設在德國勢力範圍，主要屠殺與迫害猶太人、塞爾維亞人和羅姆人。
1941年太平洋戰爭，日本帝國佔領下的美國屬地，及英國、荷蘭在東南亞的殖民地後，在荷屬東印度、菲律賓、馬來西亞、新加坡和中國設立了拘留營。
第二次世界大戰期間，英國在本土的馬恩島設立了敵僑拘留營。加拿大在安大略、魁北克、不列顛哥倫比亞和阿爾伯達省設立了關押敵僑的集中營。
西班牙內戰後，佛朗哥政府建立了一些集中營關押共和國支持者，將近500000人被關押

### 戰後
1950年代肯尼亞茅茅運動時期，英國在肯尼亞也設立了集中營。中華民國政府在國共內戰時期曾於重慶設立的關押政治犯的白公館看守所和渣滓洞看守所，在臺灣白色恐怖時期設立的關押政治犯的綠島集中營、景美看守所、安康看守所和仁愛教育實驗所。

## 當代世界各地的集中營或類似物

### 中華人民共和國
中華人民共和國曾經通過勞動改造制度和勞動教養制度將公民關押在集中營內進行強迫勞動，目前勞動改造制度和勞動教養制度已全被廢除。
2001年10月中華人民共和國國務院通過了《關於廢止2000年底以前發佈的部分行政法規的決定》，《中華人民共和國勞動改造條例》被廢止，中華人民共和國的勞動改造制度被取消。
2013年12月28日第十二屆全國人民代表大會常務委員會通過了關於廢止有關勞動教養法律規定的決定，勞動教養制度被正式廢止。同時，對正在被執行勞動教養的人員解除勞動教養。因收容遣送制度已於2003年廢止，收容所也都已改爲救助站。
紐約時報報道，中國大陸自2014年開始由中共中央總書記習近平下令興建「新疆再教育營」，中華人民共和國政府表示此類機構為“職業技能教育培訓中心”。2016年陳全國到任新疆維吾爾自治區黨委書記後得到強化，2017年改稱「再教育轉化中心」，称其已扣押投入數以萬計的穆斯林，且內部條件惡劣，被關人員常遭虐待和折磨。、基督徒，以及哈薩克族人，和一些哈薩克公民在新疆的親屬。。在一些媒体报道里，有越獄者的陳述以及相關內部文件，2018年起美、英等西方國家開始關注此事件。但是中華人民共和國外交部多次駁斥集中營指控。
聯合國人權事務高級專員巴切萊特於2022年8月31日發布《新疆人權報告》，指中國以反擊恐怖主義和極端主義為名嚴重侵犯新疆維吾爾族和穆斯林的人權。報告稱在新疆發現一系列人權受到不當限制的情況，中國政府的行為可能構成國際罪行，特別是危害人類罪。聯合國秘書長古特雷斯認可新疆人權報告中的證據，希望中國當局改善。

### 朝鮮民主主義人民共和國
來自朝鮮逃北者的資料聲稱在朝鮮有5到10座大型集中營，關押着約200,000名囚犯，其中6個屬政治犯集中營，稱管理所。其中只有位於咸鏡南道耀德的第15號集中營允許外界探視。集中營內的犯人在早期爲出身成分中的“敵對階層”成員，即地主、資本家、宗教人士以及日本統治當局的合作者。朝鮮戰爭後，集中營的犯人主要包括政治犯的家人和親屬，朝鮮勞動黨內部權力鬥爭中的失勢者及其家人，以及試圖逃離朝鮮的人員及其家屬。朝鮮的集中營分爲罪犯營及家屬營。

### 前南斯拉夫地區
1992年到1995年間，克羅地亞共和國、南斯拉夫、以及波斯尼亞-黑塞哥維納都設立過集中營，其中絕大多數設在波斯尼亞-黑塞哥維納地區。
- Batkovica（波黑塞族）
- Čelebići（波黑穆族）
- Dretelj（波黑克族）
- Hrasnica（波黑穆族）
- Igman（波黑穆族）
- Karakaj（波黑塞族）
- Keraterm（波黑塞族）
- Kozarac（波黑塞族）
- Luka Brčko（波黑塞族）
- Ljubuški（波黑克族）
- Manjača（波黑塞族）
- Mostar（波黑克族）
- Omarska（波黑塞族）
- Potočari（波黑塞族）
- Tarčin-Silos（波黑穆族）
- Trnopolje（波黑塞族）
- Visoko（波黑穆族）
- Zenica（波黑穆族）

### 其它地区
- 关塔那摩湾拘押中心
- 再教育營

## 外部連結
- （英文） 大屠殺大全 （页面存档备份，存于）
- （简体中文） 紀念奧斯維辛解放60週年-新浪網新聞中心 （页面存档备份，存于）
- （英文） Yad Vashem 以色列大屠殺紀念館 （页面存档备份，存于）
- （英文） 美國大屠殺紀念館 （页面存档备份，存于）